# Route nationale 138bis
Die Route nationale 138Bis, kurz N 138Bis oder RN 138Bis, war eine französische Nationalstraße.
Sie wurde 1827 zwischen Le Mans und Mortagne-au-Perche festgelegt. Ihre Länge betrug 70 Kilometer. 1973 wurde sie komplett abgestuft.